# Baummäuse
Die Baummäuse oder Klettermäuse (Dendromurinae) bilden eine Unterfamilie der Mäuseartigen. Es gibt 22 Arten, die alle in Afrika südlich der Sahara verbreitet sind. Hier bewohnen sie alle Habitate und sind sowohl in der Savanne als auch in tropischen Regenwäldern zu finden. Voraussetzung für die meisten Arten ist das Vorhandensein von Bäumen, doch trotz des Namens führen nicht alle Mitglieder dieser Unterfamilie eine kletternde Lebensweise. Gemeinsames Merkmal sind einige Eigenarten des Gebisses, die sie von anderen Mäuseartigen abgrenzen. Alle Arten sind von typischer Mausgestalt und mit Kopfrumpflängen zwischen 5 und 14 cm relativ klein.

## Systematik
Baummäuse sind nach jüngeren molekulargenetischen Analysen eine Schwestergruppe der Hamsterratten in der neu aufgestellten Familie der Nesomyidae.
- Afrikanische Klettermäuse (Dendromus)
- Riesenklettermäuse (Megadendromus)
- Afrikanische Langohrmäuse (Malacothrix)
- Samtklettermäuse (Dendroprionomys)
- Dollman-Baummäuse (Prionomys)
- Fettmäuse (Steatomys)